# ولفلبوتل
ولفنبوتل (به آلمانی: Wolfenbüttel) یک شهر در آلمان است که در ولفنبوتل واقع شده‌است.

## خصوصیات
ولفنبوتل ۵۴٬۱۲۴ نفر جمعیت دارد.

## خواهرخوانده
شهرهای سور، کنوشا، ویسکانسین، ستو ماره، Kamienna Góra و Rhondda Cynon Taf خواهرخوانده‌های ولفنبوتل هستند.

## نگارخانه

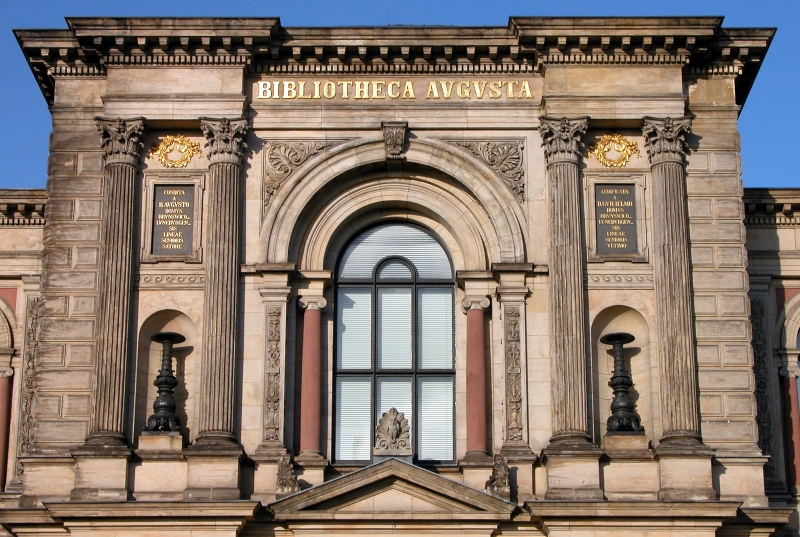
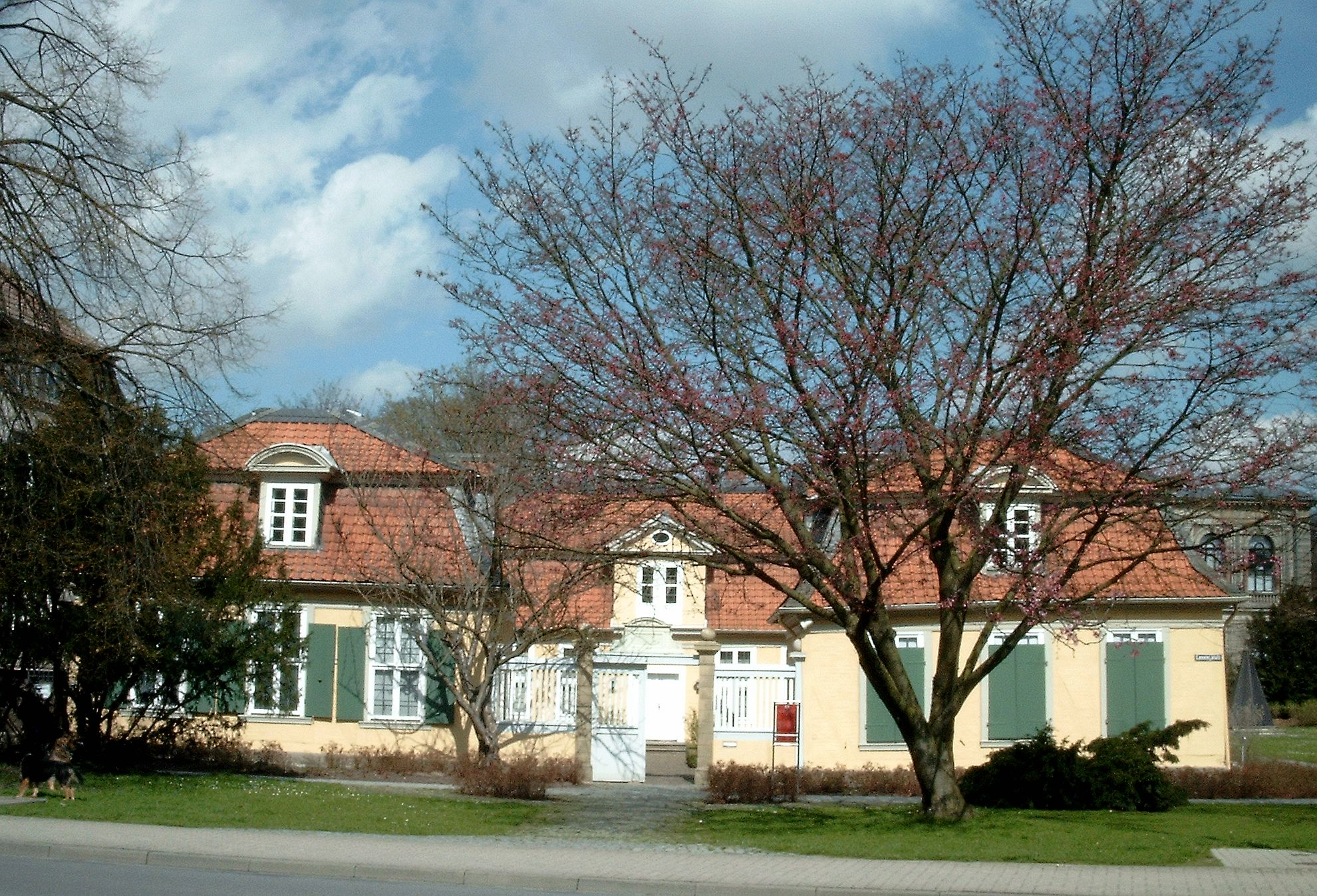
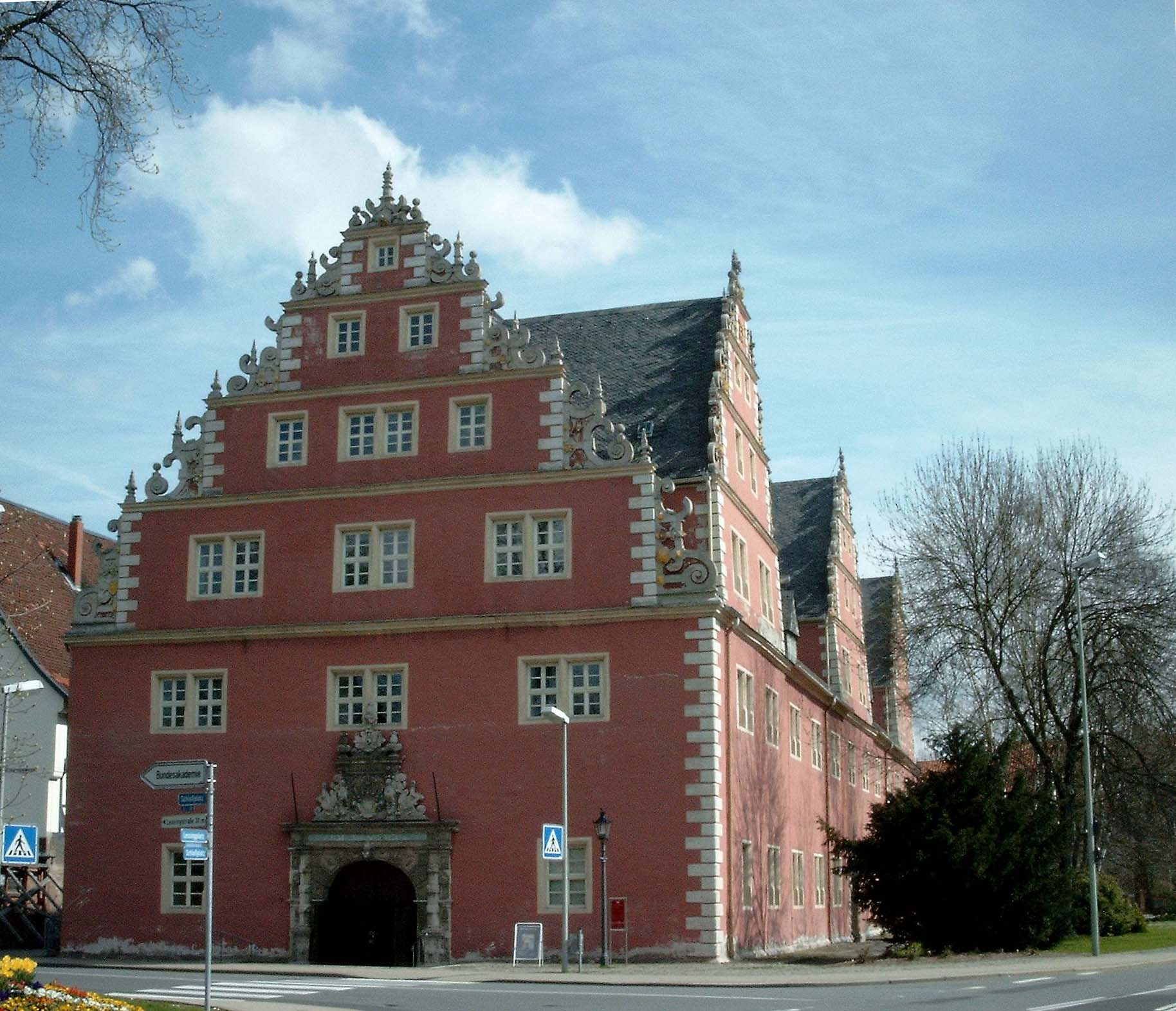
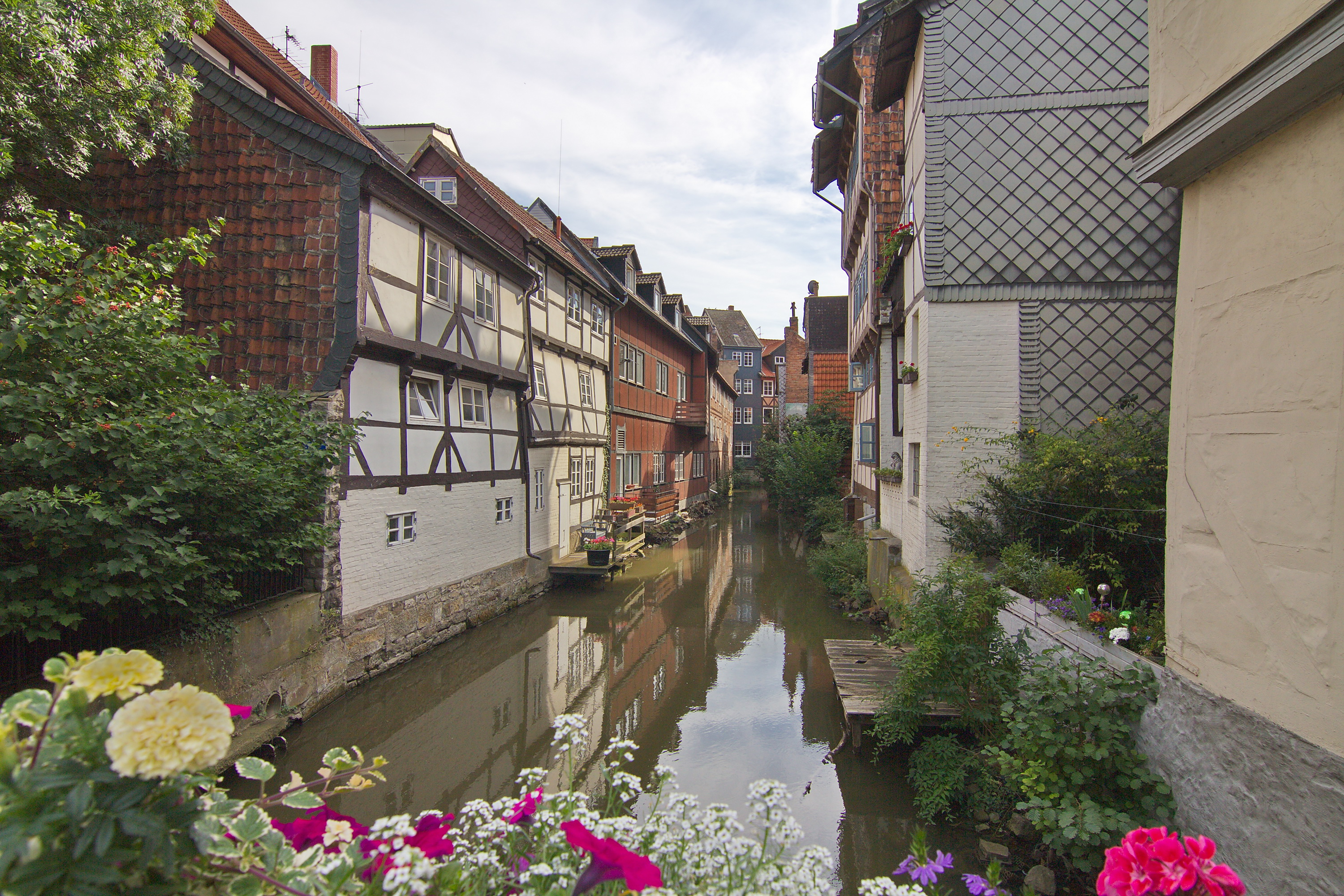
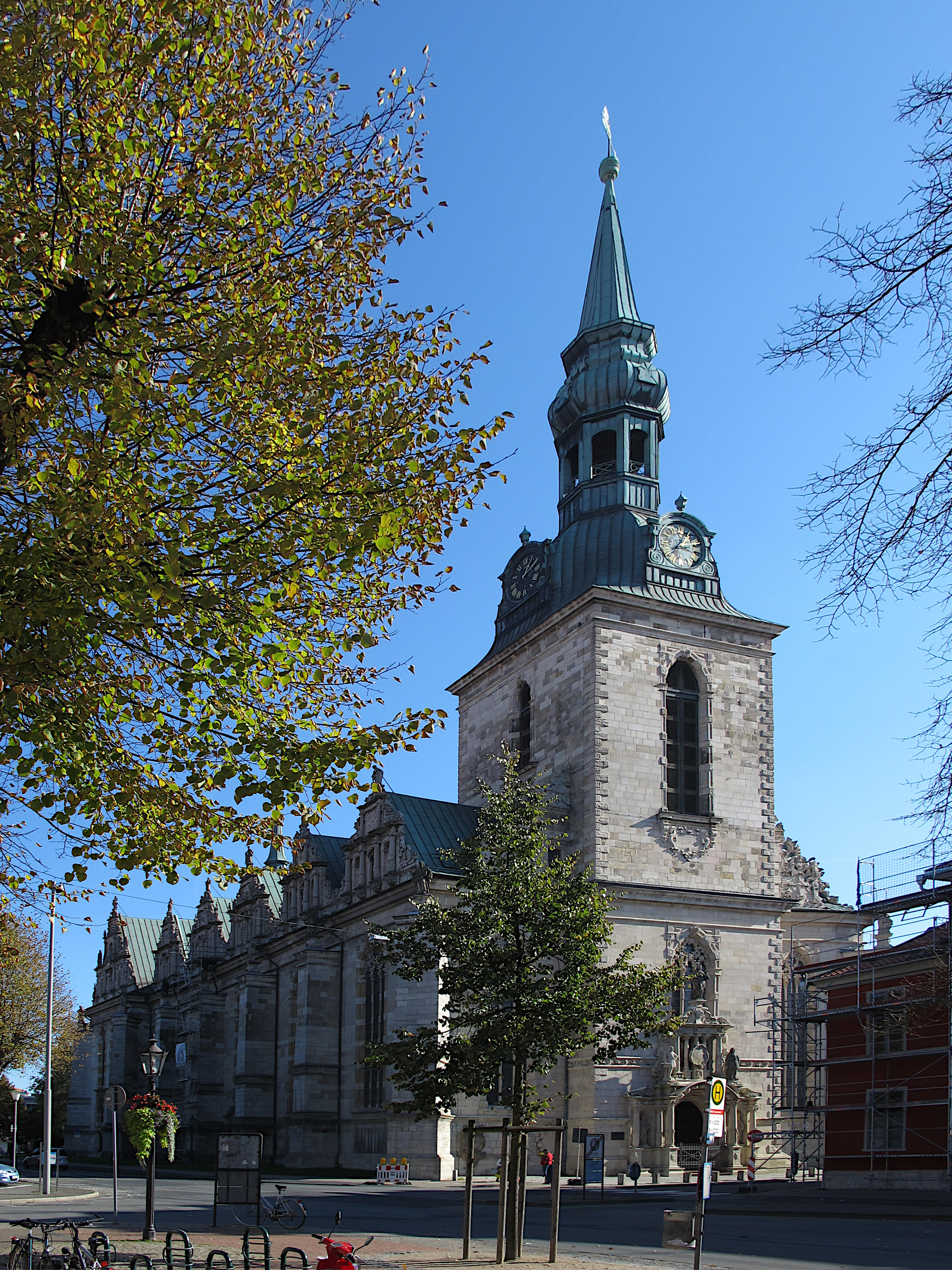
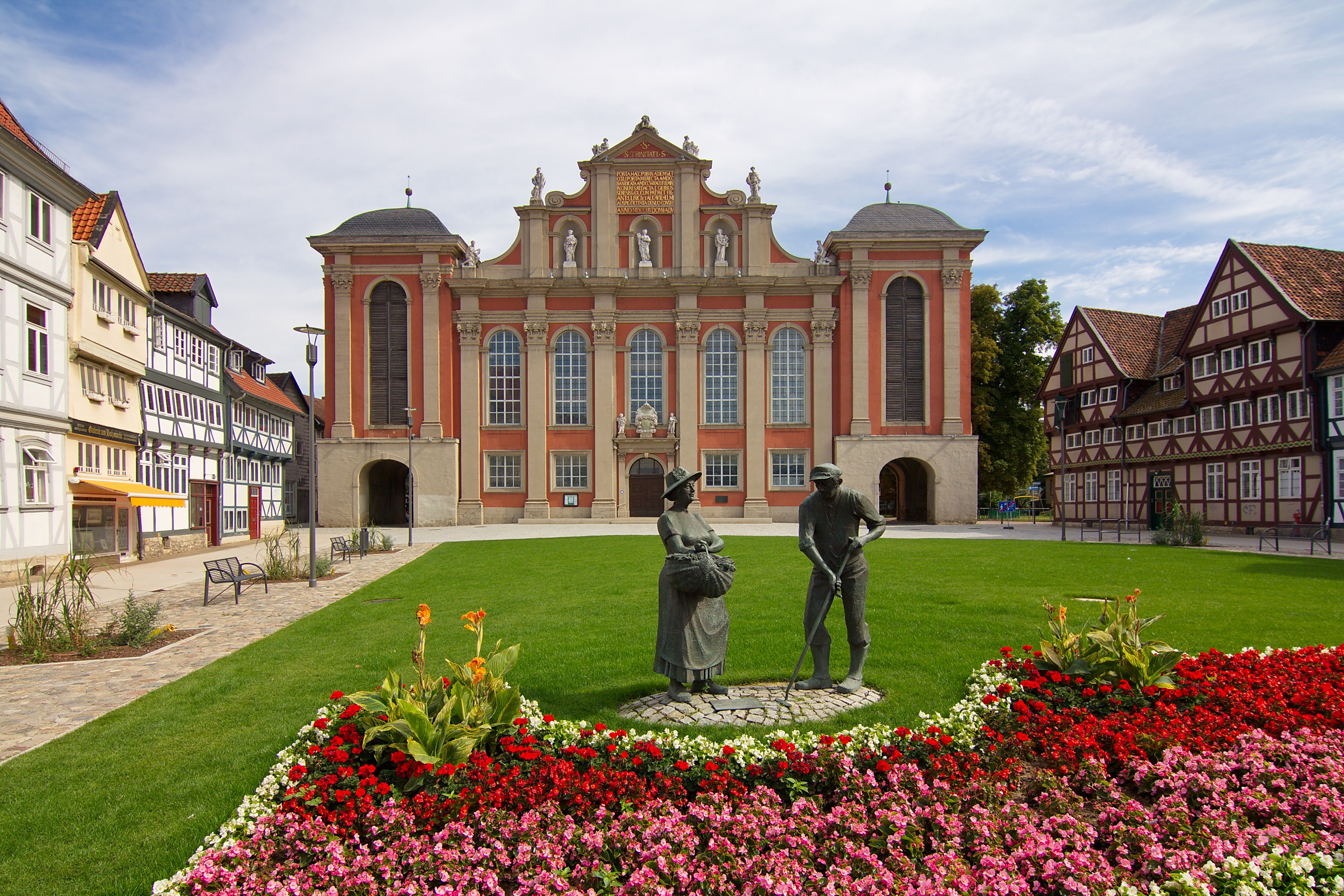
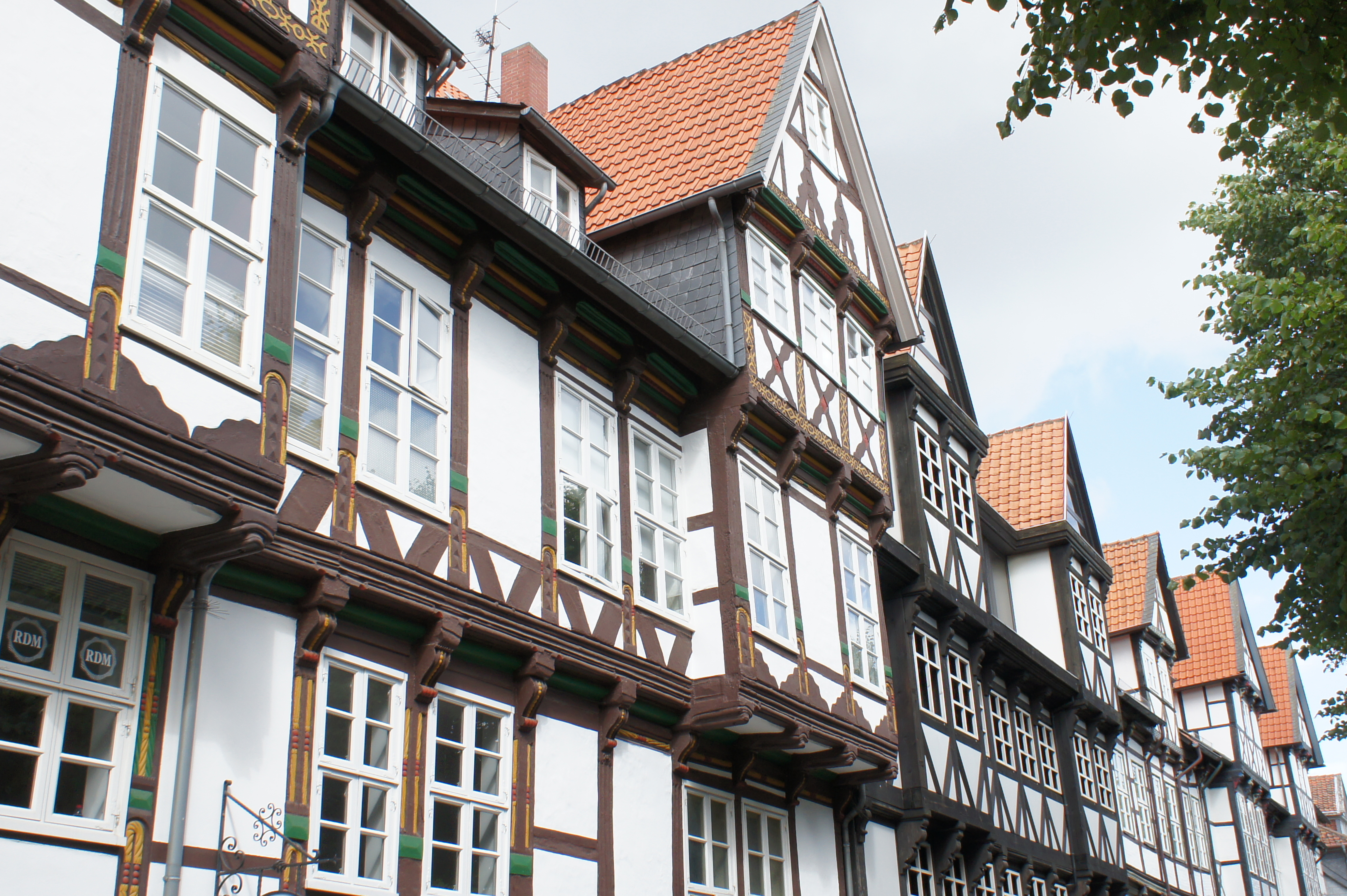
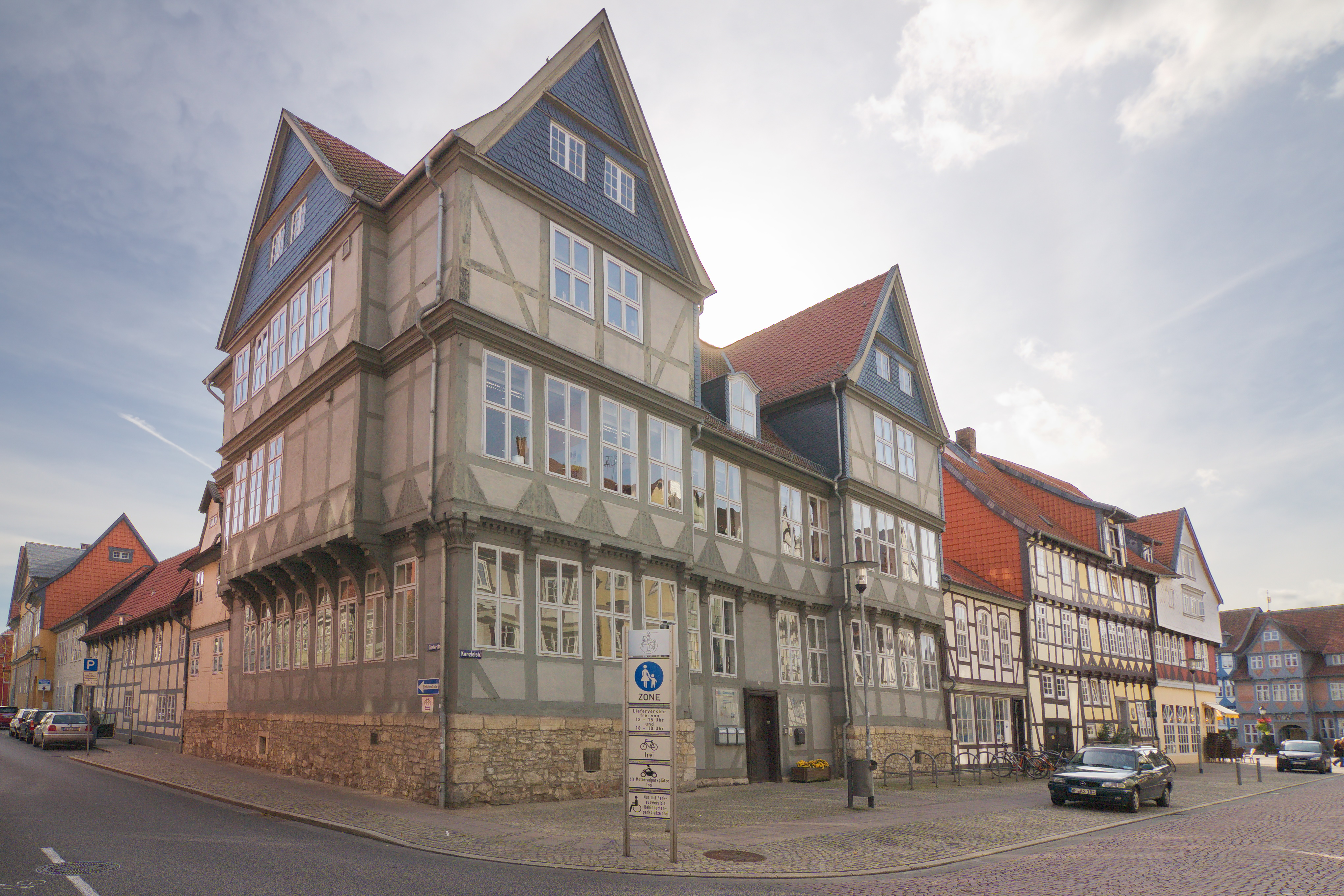
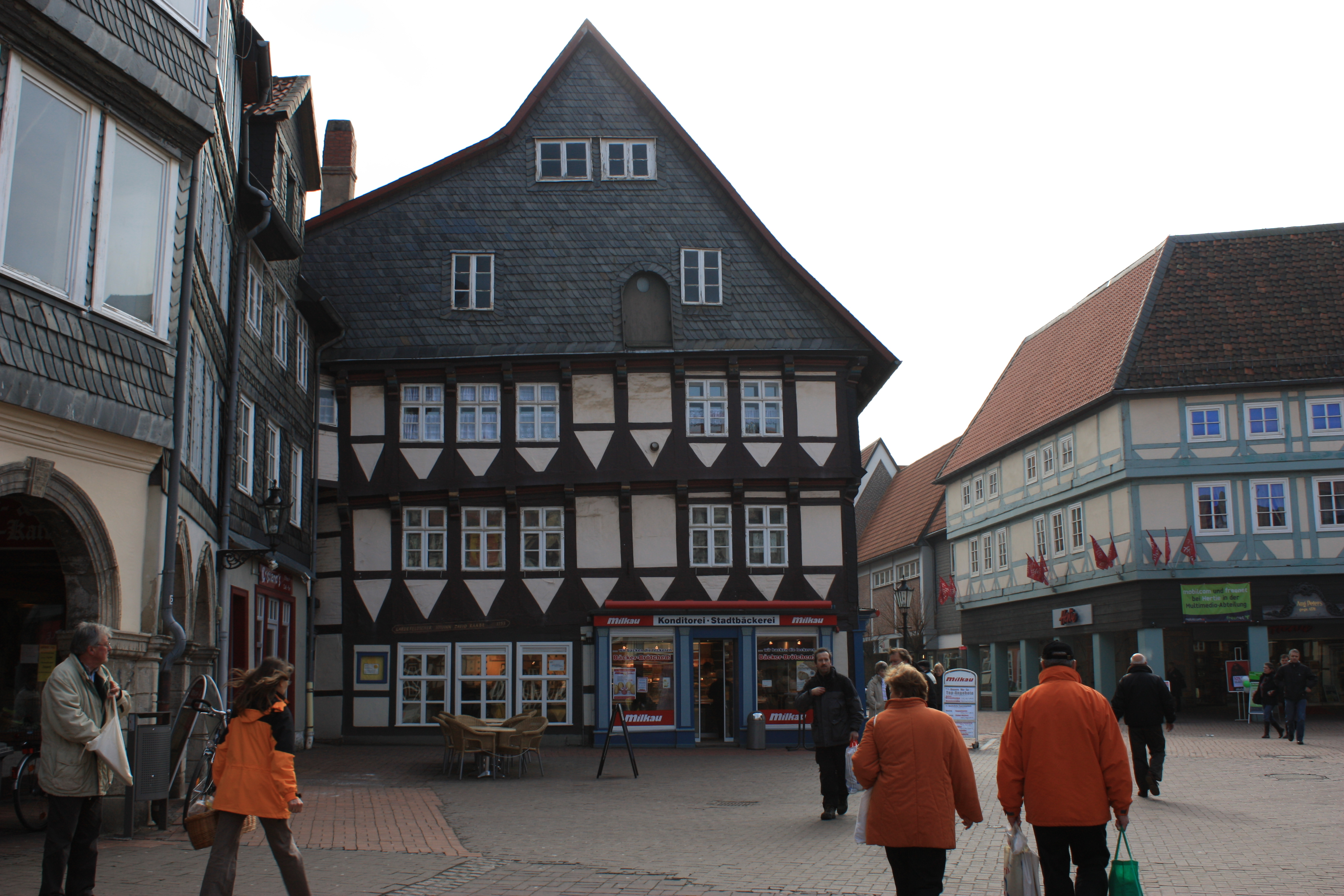